# Marmi di Elgin
I marmi di Elgin, conosciuti come marmi del Partenone fuori dal Regno Unito, sono una raccolta di sculture greche di età classica in marmo (per lo più opera di Fidia e dei suoi assistenti), iscrizioni ed elementi architettonici che in origine facevano parte del Partenone e di altri edifici collocati sull'Acropoli di Atene. Nel 1801, il conte Thomas Bruce di Elgin ottenne dalla Sublime porta che governava la Grecia il permesso di prendere le statue e portarle a Londra.
Dal 1801 al 1812 gli uomini di Elgin rimossero circa la metà delle sculture che si erano rovinate, insieme ad elementi architettonici e scultorei dei Propilei e dell'Eretteo. I marmi furono trasportati via mare in Gran Bretagna. Il trasporto fu contrassegnato da un grave incidente: il brigantino Mentor, che trasportava le diciassette casse di reperti, affondò il 17 settembre 1802 nei pressi dell'isola di Kythira; il carico fu recuperato grazie all'impegno di William Richard Hamilton, segretario di lord Elgin, e di Emanuele Caluci, vice console britannico di Kythira. Alcuni, tra cui George Byron paragonarono le azioni di Elgin ad atti di vandalismo o saccheggio.
A seguito di un dibattito pubblico in Parlamento i marmi vennero acquistati dal governo britannico nel 1816 e trasportati al British Museum, dove ora si trovano esposti nella galleria Duveen, costruita appositamente per essi.
Dopo aver ottenuto l'indipendenza dall'Impero ottomano, la Grecia diede il via a grandi progetti per il restauro dei monumenti del paese ed espresse il suo disappunto per le azioni di Elgin, contestando l'acquisto dei marmi da parte del governo britannico. I greci sostenevano che il taglio e la rimozione delle sculture dal monumento, eseguiti con l'uso di strumenti rudimentali, non fosse appropriato. Alcuni scrittori affermarono che si fosse trattato di un atto illegale e palesemente vandalico contro un monumento di rilevante valore storico, e rivendicarono la proprietà intellettuale sui marmi.
La Grecia continuò a fare pressioni per il ritorno dei marmi nel paese d'origine, e portò la questione in campo internazionale nel 1980 grazie a Melina Merkouri, allora Ministro della Cultura della Grecia. L'UNESCO ha accettato nel 2014 di mediare tra la Grecia e il Regno Unito per risolvere la disputa sui marmi di Elgin.. 
A fare da apripista al ritorno ad Atene dei marmi, nel 2022 è stata la Sicilia che, per volontà del suo assessore dei Beni Culturali Alberto Samonà, ha riconsegnato a tempo indeterminato alla Grecia il cosiddetto frammento di Palermo che Elgin nei primi dell'Ottocento aveva dato in dono al console inglese a Palermo Lord Fagan e che poi era stato acquisito dal Museo archeologico regionale Antonio Salinas; l'Italia con la Regione Siciliana ha segnato, in questo modo, una tappa importante del percorso diplomatico di interesse internazionale, relativo alla restituzione dei marmi di Elgin alla Grecia: il ministro greco Kyriakos Mitsotakis in occasione della cerimonia ufficiale svoltasi al Museo dell'Acropoli di Atene ha dichiarato "È la prima scultura del Partenone che rientra in Grecia". 
Già in passato il Frammento Fagan era rientrato ad Atene, ma sempre in via provvisoria: del tema del suo ritorno in Grecia  aveva parlato l'allora Capo dello Stato Carlo Azeglio Ciampi in vista delle Olimpiadi di Atene del 2004. La questione era tornata al centro del dibattito anche nel 2008 in occasione della inaugurazione della nuova sede del Museo dell'Acropoli, con la mediazione dell’allora Presidente della Repubblica Giorgio Napolitano che si era detto favorevole al ritorno del frammento in Grecia: in quell’occasione l'unico risultato fu però il prestito del frammento ad Atene per un anno e mezzo, dal settembre 2008 al marzo 2010. 
Il frammento Fagan, dopo il suo rientro definitivo, è adesso stato collocato nel blocco VI dell'esposizione del Museo dell'Acropoli, assieme agli altri frammenti un tempo ad esso contigui.

## Acquisizione
Nel novembre del 1798 Thomas Bruce, conte di Elgin, venne nominato "Ambasciatore Straordinario e Ministro Plenipotenziario di Sua Maestà Britannica alla Sublime Porta di Selim III, sultano dell'Impero Ottomano" (la Grecia era allora parte del regno ottomano). Prima della sua partenza per la Grecia aveva contattato almeno tre funzionari del governo britannico e aveva chiesto loro se fossero interessati ad assumere degli artisti per eseguire calchi e disegni delle sculture del Partenone. Secondo Lord Elgin, "la risposta del governo […] era del tutto negativa".
Lord Elgin decise di effettuare i lavori a proprie spese e assunse degli artisti per prendere calchi e disegni sotto la supervisione del pittore napoletano Giovanni Battista Lusieri. Tuttavia durante le ricerche scoprì che alcune delle sculture del Partenone che erano state descritte in uno studio del XVII secolo erano mancanti. Secondo la testimonianza di un locale le sculture in marmo locali che erano cadute erano state bruciate per ottenere della calce. Anche se era venuto solamente con l'intenzione di studiare le sculture, nel 1801 Lord Elgin iniziò a rimuovere le decorazioni dal Partenone e dalle strutture circostanti sempre sotto la supervisione di Lusieri.
Lo scavo e la rimozione furono completati nel 1812, con un costo, sostenuto interamente da Elgin, di circa 70000 -sterline. Elgin voleva che i marmi fossero collocati al British Museum, e li vendette al governo britannico, che li acquistò per meno del costo di scavo e trasporto, benché altri possibili acquirenti, tra cui Napoleone, avessero offerto molto di più.

## Descrizione

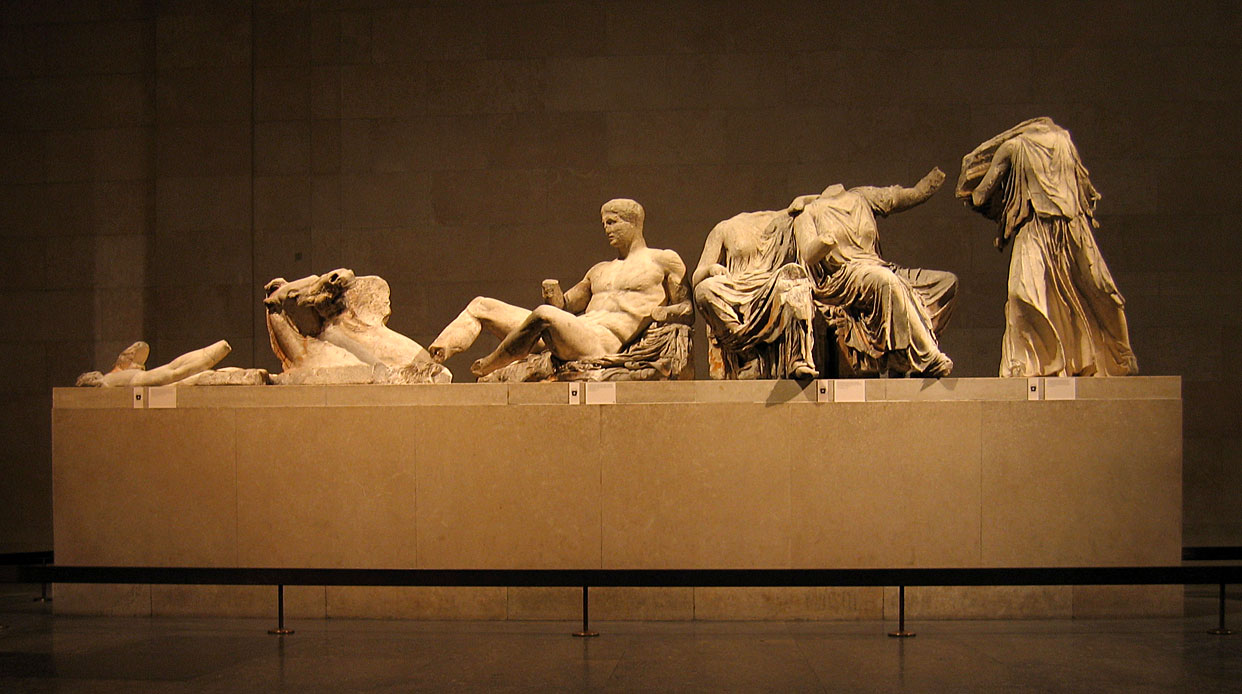
La parte sinistra del frontone orientale del Partenone

I marmi del Partenone di Elgin comprendono circa 17 statue provenienti dai due frontoni, 15 metope raffiguranti battaglie tra Lapiti e Centauri, e 75 metri, a partire da un originale di 160, del fregio interno del tempio. Rappresentano più della metà di quello che oggi resta della decorazione scultorea del Partenone. I marmi di Elgin includono anche elementi provenienti da altri edifici dell'Acropoli: sono presenti una cariatide dell'Eretteo, quattro lastre del fregio del tempio di Atena Nike e una moltitudine di altri frammenti architettonici del Partenone, dei Propilei, dell'Eretteo, del tempio di Atena Nike e del Tesoro di Atreo.

## Rimozione dei marmi di Elgin
Dal momento che l'Acropoli era ancora una fortezza ottomana, Elgin richiese il permesso di entrare nel sito, che comprendeva il Partenone e gli edifici circostanti; tale autorizzazione venne concessa a lui e agli artisti al suo seguito dal Sultano. Il documento originale è andato perduto, esiste ancora una copia del tempo tradotta in italiano. Vassilis Demetriades, professore presso l'Università di Creta, sostiene che "qualsiasi esperto in linguaggio diplomatico ottomano può facilmente capire che l'originale del documento che è sopravvissuto non è un'autorizzazione", e la sua autenticità è stata messa in discussione. Il documento è stato inserito in un allegato del 1816 ad un rapporto di una commissione parlamentare. Tale comitato era stato convocato per valutare l'offerta di Elgin dell'acquisto dei marmi. Il rapporto sosteneva che il documento in allegato era una traduzione accurata in italiano di un permesso ottomano datato luglio 1801. Secondo Elgin ciò equivaleva ad un'autorizzazione a rimuovere le sculture. Al comitato fu detto che il documento originale era stato consegnato ai funzionari ottomani ad Atene, ma, nonostante gli archivi ottomani ancora esistenti presentino un numero eccezionale di documenti analoghi risalenti allo stesso periodo, l'originale non sarebbe ancora stato rinvenuto.
Inoltre il rapporto dei parlamentari dice che la copia italiana del documento non fu presentata al comitato da Elgin stesso ma da uno dei suoi collaboratori, il sacerdote Philip Hunt, che all'epoca risiedeva a Bedford, che fu l'ultimo testimone a comparire dinanzi alla commissione e che sostenne di possedere la traduzione dell'originale. Spiegò più volte che non aveva portato il documento perché, al momento di partire da Bedford, non sapeva che avrebbe dovuto testimoniare di fronte alla commissione. Hunt presentò ai parlamentari la copia inglese, ma mai quella italiana che sosteneva di possedere. William St. Clair, un biografo contemporaneo di Lord Elgin, affermò di avere la traduzione italiana di Hunt e garantì l'accuratezza della traduzione inglese. Il rapporto della commissione afferma a pagina 69 erano presenti il sigillo e la firma di Seged Abdullah Kaimacan, ma ciò era inverosimile dato che si trattava di una copia in inglese di una copia in italiano dell'originale, e non poteva avere né sigillo né firma, come confermò St. Clair. Le parole con cui Elgin sarebbe stato autorizzato a compiere lavori dicevano che avrebbe potuto innalzare impalcature, fare disegni, eseguire calchi in gesso, misurare i resti degli edifici in rovina, riportare alla luce le fondazioni che erano coperte di detriti e "asportare alcune parti di marmo con antiche iscrizioni o sculture su di esse". L'interpretazione di queste righe venne messa in discussione e ci si soffermò soprattutto sulla parola "qualche", cioè "pochi". Secondo alcuni la vera autorizzazione all'acquisizione dei marmi venne dalle autorità ottomane solo con un secondo documento, in cui si permetteva di spedire i marmi al Pireo.
Anche in considerazione della controversa autorizzazione, molti hanno messo in dubbio la legalità dell'operato di Elgin. Uno studio condotto dal professor David Rudenstine afferma che tale documento potrebbe benissimo essere falso. Rudenstine si basa in parte su una divergenza di traduzione tra l'autorizzazione in italiano e quella in inglese presentata da Hunt alla commissione parlamentare. Nel testo del rapporto parlamentare si legge "Abbiamo quindi scritto questa lettera a Voi, e inviata tramite il signor Philip Hunt, gentiluomo inglese, Segretario del suddetto ambasciatore", ma secondo St. Clair il documento in italiano dice "Abbiamo quindi scritto questa lettera a Voi e inviata tramite N.N.". Secondo Rudenstine questa sostituzione di "Mr. Philip Hunt" con le iniziali "N.N." difficilmente può essere un semplice errore. Egli sostiene inoltre che il documento è stato presentato solo dopo che il comitato insistette per ottenere una qualche forma di autorizzazione scritta ottomana per la rimozione dei marmi. Così, secondo Rudenstine, "Hunt si mise in una posizione in cui avrebbe potuto contemporaneamente garantire l'autenticità del documento e spiegare il motivo per cui lui solo aveva una copia di esso quindici anni dopo che fu presentato agli ufficiali ottomani ad Atene". In due occasioni precedenti Elgin dichiarò che gli Ottomani gli concedettero permessi più di una volta, ma che non aveva tenuto nessuno di essi. Hunt testimoniò il 13 marzo, e una delle domande che gli furono poste fu "Ha mai visto una qualsiasi delle autorizzazioni scritte che sono state concesse a [Lord Elgin] per la rimozione dei marmi dal Tempio di Atena?", a cui Hunt rispose di sì, aggiungendo che egli possedeva una traduzione italiana dell'autorizzazione originale. Tuttavia egli non spiegò perché aveva conservato la traduzione per quindici anni, mentre Elgin, che aveva testimoniato due settimane prima, non sapeva nulla circa l'esistenza di un tale documento. Lo scrittore inglese Edward Daniel Clarke, un testimone oculare dell'operato di Elgin, scrive che il Disdar, un funzionario ottomano, tentò di fermare la rimozione delle metope, ma venne corrotto per permettere agli Inglesi di continuare.
Al contrario il professor John Merryman, in opposizione a Rudenstine, afferma che, poiché gli Ottomani controllavano Atene dal 1460, le richieste delle sculture erano legali. Il sultano ottomano sarebbe stato grato agli Inglesi per aver respinto l'espansione napoleonica, e i marmi del Partenone non avevano alcun valore per lui. Inoltre tale autorizzazione scritta esiste nella forma di firmano, il tipo più formale di autorizzazione dell'epoca, che permise ad Elgin di portare via i marmi e legalizza le sue azioni. Merryman nota, comunque, che la frase che permetteva ad Elgin di sottrarre le sculture era ambigua e aggiunge che il documento è piuttosto spiccio e la suddetta clausola lasciava ampie possibilità di interpretazione: gli scavi e la conseguente esportazione dei marmi, quindi, iniziarono, ma nell'opera Elgin danneggiò le sculture e la struttura del Partenone, lasciando il tempio denudato e per di più rovinato. Quindi anche Merryman afferma che Elgin superò nei fatti ciò che gli era stato permesso sulla carta.

## Reazione dei contemporanei

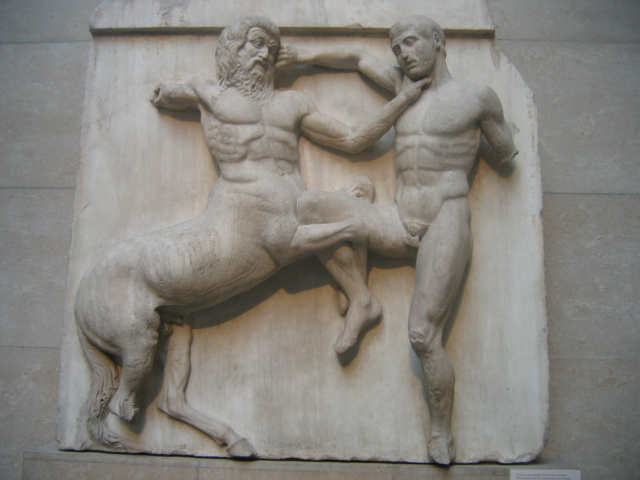
Metopa 31 del fregio sud

Quando i marmi giunsero in Inghilterra ebbero un successo immediato tra i tanti che ammiravano le sculture e sostenevano il loro arrivo, ma sia le sculture che Elgin ricevettero anche delle critiche. Lord Elgin avviò delle trattative per la vendita della collezione al British Museum nel 1811, ma queste non furono portate a termine nonostante il sostegno di numerosi artisti britannici poiché il governo si dimostrò poco interessato al suo acquisto. Molti cittadini britannici si opponevano al pagamento delle statue perché erano in cattive condizioni e quindi non rappresentavano la "bellezza ideale" che invece era presente in altre collezioni. Negli anni successivi si registrò un aumento di interesse per la Grecia classica, e nel giugno 1816, dopo numerose audizioni parlamentari, la Camera dei Comuni offrì 35.000 sterline per le sculture. Questa cifra suscitò molte discussioni, anche se l'acquisto era stato favorito da molti.
A Lord Byron non interessavano le sculture, tanto che le chiamava "monumenti deformi". Egli, però, contestò fortemente la loro rimozione dalla Grecia, trattando Elgin come un vandalo; il suo punto di vista è menzionato anche nel suo poema narrativo Il pellegrinaggio del giovane Aroldo, pubblicato nel 1812:
Thy walls defaced, thy mouldering shrines removed

e non si sente come l'amante sull'urna dell'amata,

cieco è l'occhio che non piangerà nel vedere

le tue mura in rovina, i tuoi santuari saccheggiati

da mani britanniche...»
(George Byron, Il pellegrinaggio del giovane Aroldo II canto, XV)
Byron non fu l'unico a protestare contro la rimozione: molti altri, come Sir John Newport, si dichiararono contrari ad essa. Newport, in particolare, scrisse:
(Sir John Newport)
Lo scrittore Edward Daniel Clarke, che assistette alla rimozione delle metope, chiamò quel gesto una "spoliazione" e affermò che in tal modo il tempio subì un danno maggiore di quello infertogli dall'artiglieria veneziana e che non ci fu operaio che si oppose all'impresa di rimozione dei marmi.
Una commissione parlamentare riunita per far fronte a queste critiche disse che ai marmi era stato dato asilo in un "governo libero" come quello britannico. Nel 1810 Elgin pubblicò una difesa delle sue azioni, che mise a tacere la maggior parte dei suoi nemici. Tra i più importanti sostenitori di Elgin c'era il pittore Benjamin Robert Haydon.
Un dibattito pubblico in Parlamento seguì alla pubblicazione della difesa di Elgin, le cui azioni vennero di nuovo scusate. Il Parlamento acquistò i marmi nel 1816 con 82 voti favorevoli e 30 contrari per 35.000 sterline. I marmi vennero collocati al British Museum, dove nel 1832 furono disposti nella Sala Elgin, in cui rimasero fino al 1939, anno di completamento della galleria Duveen. La massa di turisti che visitò i marmi fece segnare al museo un record di visite. William Wordsworth li osservò e commentò favorevolmente la loro estetica.
Le iniziative di Lord Egin vennero replicate nel 1823 quando due architetti inglesi, Samuel Angell e William Harris, iniziarono a scavare a Selinunte nel corso del loro tour in Sicilia e si imbatterono in diversi frammenti delle metope dal tempio arcaico oggi chiamato come “Tempio C.” Benché le autorità borboniche avessero cercato di fermarli, costoro continuarono il loro lavoro e cercarono di spedire i loro reperti in Inghilterra, per il British Museum. Nell'ombra delle attività di Lord Elgin, le spedizioni di Angell e Harris furono bloccate e dirottate a Palermo dove da allora si conservano nel Museo archeologico di Palermo 

## Danneggiamenti
Alcune delle sculture erano state danneggiate già prima dell'operato di Elgin.

### Morosini
Le decorazioni del Partenone subirono numerosi danni durante le varie guerre che vennero combattute nel territorio di Atene. In particolare il tempio fu seriamente danneggiato da un'esplosione provocata dai bombardamenti veneziani del 1687: il Partenone infatti era utilizzato dagli Ottomani come deposito di munizioni. Questa esplosione rovinò il tetto di marmo, la maggior parte delle pareti della cella, 14 colonne dei versanti nord e sud e varie metope, cadendo a terra insieme a parti del fregio, finirono in pezzi. Un ulteriore danno è stato provocato dal generale veneziano Francesco Morosini, che successivamente rimosse dal luogo alcune delle sculture più grandi. La sua attrezzatura, che era difettosa e artigianale, fece cadere dal frontone occidentale Poseidone e i cavalli del carro di Atena, che precipitarono giù dall'Acropoli per quaranta metri.

### Guerra di Indipendenza
L'Eretteo venne utilizzato come deposito munizioni dagli Ottomani durante la guerra d'indipendenza greca (1821-1833), che pose fine al lungo dominio ottomano su Atene.
L'Acropoli fu assediata due volte, prima dai Greci e poi dagli Ottomani. Durante il primo assedio i Greci offrirono dei proiettili agli assediati per evitare che questi fondessero le sculture in bronzo dell'Acropoli per creare pallottole.

### Elgin
Elgin consultò nel 1803 lo scultore Antonio Canova per individuare il modo migliore con cui trattare i marmi, infatti Canova era considerato il miglior restauratore di sculture del tempo; Elgin tuttavia ottenne il rifiuto dello scultore, che temeva di danneggiare ulteriormente i marmi.
Per facilitare il trasporto delle sculture Elgin fece tagliare in più parti alcuni elementi, causando dei danni irreparabili agli stessi. Inoltre un carico di marmi a bordo del brigantino britannico Mentor incappò in una tempesta al largo di capo Matapan e affondò nei pressi di Citera, ma venne recuperato a spese del conte dopo due anni di lavoro.

### British Museum

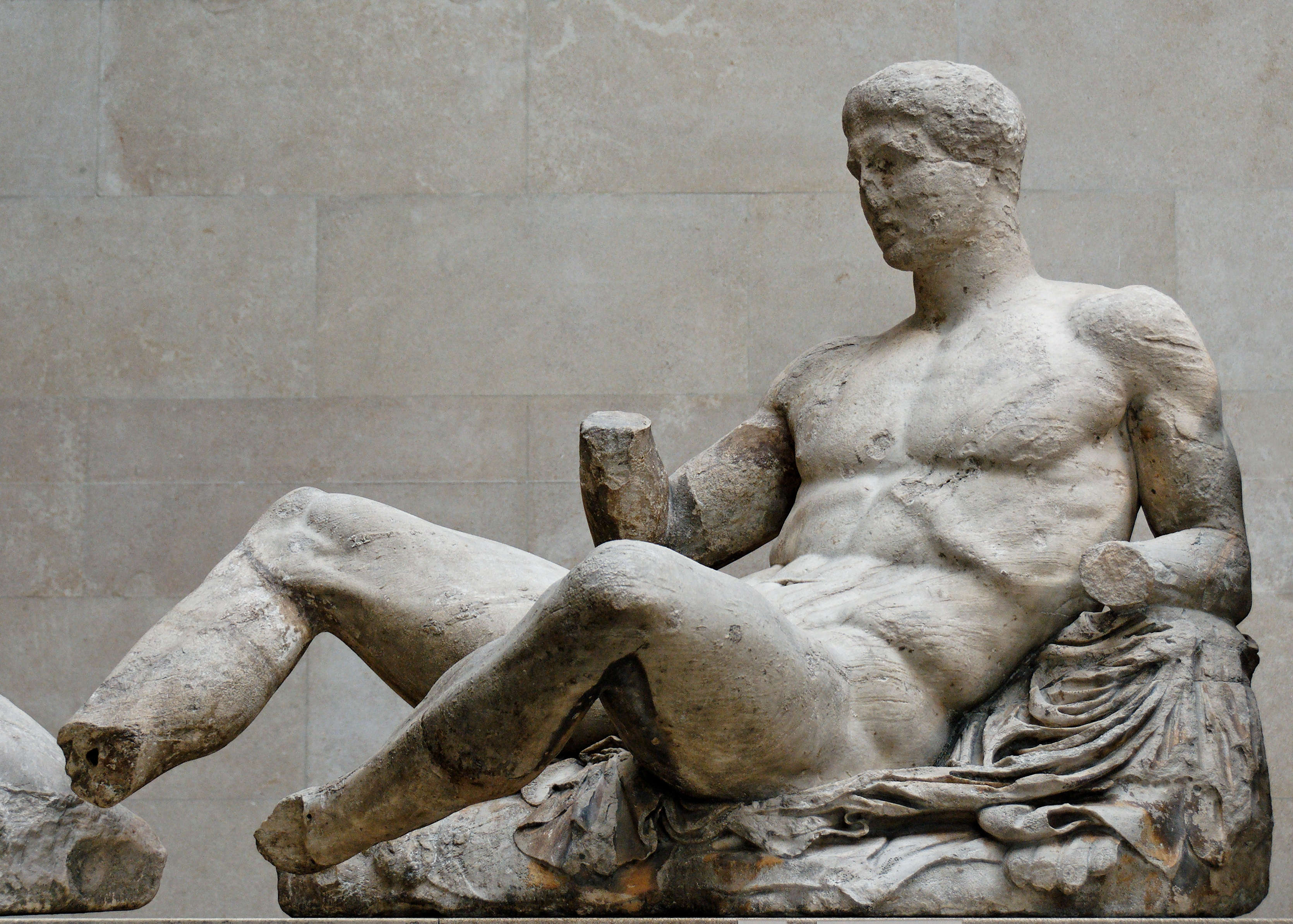
Statua di Dioniso dal frontone orientale del Partenone

I marmi, a Londra, furono danneggiati dall'inquinamento dal XIX secolo alla metà del XX e vennero irrimediabilmente rovinati dai rozzi metodi di pulizia adottati dal personale del British Museum.
Già nel 1838 allo scienziato Michael Faraday fu chiesto di risolvere il problema del deterioramento della superficie dei marmi. La risposta è presente nel seguente estratto della lettera che lo scienziato inviò ad Henry Milman, un dirigente della National Gallery.
Un ulteriore tentativo di pulire i marmi avvenne nel 1858. Richard Westmacott, sovrintendente del "muovere e pulire le sculture", in una lettera approvata dal comitato permanente del British Museum il 13 marzo 1858 concluse che alcune parti erano state molto danneggiate dalle tecniche di esecuzione dei calchi con olio e strutto e dai restauri con cera e resina, che avevano provocato il cambio di tonalità dei marmi.
Nel 1937-1938 si tentò di nuovo di pulire i marmi dal momento che era appena stata conclusa la nuova galleria in cui collocarli. Il marmo pentelico, con cui sono state eseguite le sculture, acquista naturalmente un colore marrone chiaro simile al miele se esposto all'aria; questa colorazione è spesso definita "patina" del marmo, ma Duveen finanziò la pulitura convinto, erroneamente, che i marmi fossero stati originariamente bianchi: organizzò quindi una squadra di esperti per rimuovere la patina da alcune delle sculture. Gli strumenti utilizzati furono sette raschietti, uno scalpello e un pezzo di pietra abrasiva; questi si trovano ora al Dipartimento di Conservazione del British Museum. La pulizia raschiò via una parte consistente delle sculture: secondo Harold Plenderleith la superficie rimossa in alcuni punti potrebbe essere stata ben un decimo di pollice (2,5 millimetri).
Il British Museum rispose all'accusa di aver rovinato i marmi dicendo che tali errori furono compiuti in assenza delle attuali norme di conservazione. In un'altra occasione si disse che il danno era stato esagerato per ragioni politiche e che già i Greci effettuarono un'eccessiva pulizia dei marmi ben prima che fossero portati in Gran Bretagna. Durante il congresso internazionale sulla pulizia dei marmi, organizzato dal British Museum, il dottor Ian Jenkins, vice-garante delle antichità greche e romane, osservò che il British Museum "non era infallibile, non era il Papa, e la sua storia era una serie di buone intenzioni rovinate da errori occasionali, e la pulizia degli anni Trenta fu una di questi errori". Tuttavia sottolineò che la causa primaria del danno inflitto ai marmi fu l'esposizione agli agenti atmosferici sull'Acropoli per duemila anni.
Dorothy King, nel 2004, ha affermato che tecniche simili a quelle utilizzate nel 1937-1938 sono state usate dai Greci anche nei decenni più recenti, e ha sostenuto che gli italiani le trovano ancora accettabili. Il British Museum ha denunciato che la pulizia del tempio di Efesto nell'Agorà di Atene svolta nel 1953 dalla Commissione di Conservazione della Scuola Americana di Studi Classici ad Atene è stata eseguita con tecniche simili a quelle degli anni Trenta, con scalpelli in acciaio e filo di ottone. Secondo il Ministero greco della Cultura, invece, tale pulizia fu limitata alle croste di sale sulla superficie. Il rapporto americano del 1953 concluse che le tecniche applicate furono finalizzate a rimuovere il deposito nero formato dall'acqua piovana e "mise in evidenza l'elevata qualità tecnica dell'opera" rivelando al tempo stesso "alcune parti superstiti di colore".
Secondo i documenti pubblicati dal British Museum in base al Freedom of Information Act, ulteriori danni alle sculture sono stati inflitti da furti e atti di vandalismo da parte dei visitatori e da molti piccoli incidenti. Uno di questi avvenne nel 1961, quando due studenti fecero cadere una parte di una gamba di centauro. Nel giugno 1981 una figura del frontone occidentale venne leggermente scheggiata dalla caduta di un lucernario di vetro e nel 1966 dei vandali incisero quattro linee superficiali sul retro di una delle statue. Durante un evento simile nel 1970 vennero incise delle lettere sulla parte superiore della coscia destra di un altro personaggio. Quattro anni più tardi dei ladri cercarono di estrarre dei pezzi di piombo da una statua, rovinando il foro nello zoccolo di un centauro in cui era inserito un tassello in metallo.

### Atene
L'inquinamento atmosferico e le piogge acide provocarono gravi danni al marmo del Partenone. Le parti rimanenti dalla sezione occidentale del fregio del Partenone sono state rimosse dal monumento nel 1993 per il timore di ulteriori danni e sono stati trasportati al museo dell'Acropoli.
Fino alla fine della pulizia dei marmi restanti, nel 2005, sulla superficie marmorea erano presenti croste nere. Gli esami al laser condotti sulle statue hanno rivelato la presenza di sorprendenti dettagli ora non più visibili come le scalpellate e le vene sulle pance dei cavalli. Tali dettagli sono stati eliminati dalle statue del British Museum per rendere i marmi di colore più bianco.
Tra il 20 gennaio e la fine di marzo 2008 4200 oggetti (sculture, iscrizioni, piccoli utensili in terracotta) sono stati trasferiti dal vecchio museo dell'Acropoli al nuovo museo del Partenone.
Nel 1975 la Grecia ha iniziato il restauro dell'Acropoli. Durante questo sono state sostituite migliaia di grappe di ferro arrugginite con barre di titanio non corrodibili; sono state trasferiti i reperti in un museo appositamente progettato; furono sostituite le decorazioni mancanti con copie di alta qualità. Tuttavia questo restauro non mancò di suscitare polemiche dovute principalmente al fatto che alcuni edifici sono stati completamente smantellati, tra cui il tempio di Atena Nike, e poiché le gru e i ponteggi necessari per il lavoro erano dannosi per il paesaggio. Il progetto era quello di riportare il sito almeno ad una parte del suo antico splendore, il che può richiedere ancora molto tempo e denaro. Il British Museum non ha escluso di poter prestare temporaneamente i marmi di Elgin al nuovo museo ateniese, ma ha ribadito la necessità da parte dei Greci di riconoscere la proprietà britannica.

## Ricollocazione

### Tesi per il ritorno ad Atene
I sostenitori della necessità della restituzione dei marmi affermano che quest'operazione deve essere compiuta per motivi morali e artistici. Inoltre la Grecia è intenzionata a riunire le sculture del Partenone dislocate in tutto il mondo al fine di ripristinare degli elementi organici che al momento rimangono senza la coesione, l'omogeneità e il contesto storico del monumento a cui appartengono, per permettere ai visitatori di apprezzare al meglio il complesso dell'Acropoli: la coesistenza di tutti i frammenti rimanenti dei marmi del Partenone nel loro ambiente storico e culturale originale permetterebbe una loro comprensione e interpretazione più approfondita.
Esistono dei precedenti di restituzione, come il ritorno di alcuni frammenti del monumento dalla Svezia, dall'Università di Heidelberg, in Germania, dal Getty Museum di Los Angeles, dal Museo archeologico di Palermo e dai Musei Vaticani; inoltre molto probabilmente i marmi di Elgin sono stati portati in Inghilterra illegalmente e, quindi, dovrebbero essere restituiti al loro legittimo proprietario. Con il ritorno delle sculture del Partenone, le uniche che reclama la Grecia, non si verrebbe a costituire un precedente per altre richieste di restituzione dal momento che il Partenone ha un "valore universale" caratteristico, che lo distingue da altri monumenti.
Un'attenta custodia dei marmi potrebbe essere assicurata dal nuovo Museo dell'Acropoli, situato a sud della collina dell'Acropoli: questo è stato costruito appositamente per contenere le sculture del Partenone e per esporle alla luce naturale che caratterizza Atene, disposte nella stessa posizione in cui si trovavano sul Partenone. Le strutture del museo sono state dotate di tecnologia all'avanguardia per la protezione e la conservazione dei marmi.
I Greci sostengono inoltre che tutte le sculture e i bassorilievi che ornavano il Partenone sono da considerarsi come un'unica opera d'arte, quindi non avrebbe senso che i frammenti di quest'opera siano sparsi in luoghi diversi.
Oltre a ciò, se venissero lasciati al British Museum dei calchi dei marmi questi potrebbero dimostrare tanto bene quanto gli originali l'influenza culturale che hanno avuto sull'arte europea; inoltre il contesto in cui si trovavano i marmi originariamente non può essere ricreato nel Museo londinese.    
Infine, come rivelano alcuni sondaggi, anche la popolazione britannica sarebbe a favore della restituzione dei marmi alla Grecia.

### Tesi per la permanenza a Londra
Vari studiosi, politici e portavoce del British Museum nel corso degli anni hanno portato delle loro ragioni in difesa della conservazione dei marmi Elgin all'interno del British Museum. In primo luogo, se tutte le opere d'arte dovessero tornare al loro luogo d'origine verrebbero svuotati molti dei maggiori musei del mondo; inoltre porzioni di marmi del Partenone sono conservati in molti altri musei europei, cosicché la restituzione dei marmi di Elgin verrebbe a costituire un precedente per il ritorno di tutti gli altri frammenti dei marmi.
Gli inglesi sostengono inoltre che il trasferimento operato da Elgin non ha niente di illegale, perché è stato autorizzato dal governo che allora dominava la Grecia e, anche fosse illegale, si applicherebbe la prescrizione per il lungo periodo di tempo trascorso dall'Ottocento ad oggi. Per di più gli inglesi affermano che le sculture del Partenone sono un bene di tutta l'umanità, non solo della Grecia, e devono rimanere in un museo libero situato in una delle città più visitate d'Europa. Il governo greco, invece, intende far pagare ai visitatori del museo dell'Acropoli un biglietto (a partire dal 2011 il prezzo è di € 5).
L'ultima di queste motivazioni è stata confermata dall'Alta Corte inglese nel maggio 2005 in relazione a delle opere d'arte trafugate dai nazisti e ora al British Museum. Gli amministratori del museo intendevano restituirle ai proprietari originari, ma la Corte ha deliberato che, a causa della legge del British Museum del 1963, queste opere non potevano essere restituite senza ulteriori disposizioni legislative. Il giudice Morritt sosteneva che la legge, che tutelava le collezioni per tramandarle ai posteri, non permetteva che le opere fossero restituite a causa di un "obbligo morale".
Alcuni, tuttavia, sostengono che la situazione dei marmi di Elgin non sia prevista dalla legge, che non tiene conto dei trasferimenti di proprietà veri e propri. Nel 2005, d'altronde, dopo venti anni di discussioni con l'Australia, è stata emanata una legge per permettere il ritorno di resti di alcuni aborigeni della Tasmania.
Il giornale The Guardian, a favore della permanenza a Londra dei marmi, sostiene che un rientro in Grecia di questi sarebbe logico solo se venissero poi posti nella loro collocazione originale. La Grecia, invece, intende posizionarli in un altro museo, come tutte le altre sculture dell'Acropoli che sono state lasciate in loco da Elgin.
Anche la Camera dei Lord, nel parlamento inglese, ha dimostrato forti preoccupazioni nel caso in cui i marmi di Elgin venissero restituiti alla Grecia.

## Opinione pubblica

### Sostegno popolare alla restituzione
Le organizzazioni internazionali come l'UNESCO e l'Associazione internazionale per la riunificazione delle sculture del Partenone, così come altri gruppi minori e alcuni attori di Hollywood, come George Clooney e Matt Damon, hanno espresso il loro forte sostegno per il rientro in Grecia delle decorazioni del Partenone.
George Clooney ha affermato di essere favorevole alla riunificazione dei marmi del Partenone in Grecia durante la sua campagna promozionale per il film Monuments Men, che racconta la storia degli sforzi degli Alleati per salvare importanti capolavori artistici e culturali dalla distruzione ad opera dei nazisti nella seconda guerra mondiale. Il suo intervento riguardo ai marmi ha riacceso il dibattito nel Regno Unito circa il destino delle sculture: sono stati effettuati numerosi sondaggi da alcuni giornali.
Un apposito sito internet, in parte sponsorizzato da Metaxa, mira a raccogliere consenso per la restituzione dei marmi del Partenone alla Grecia e per la collocazione al nuovo Museo dell'Acropoli di Atene.

### Sondaggi
Nonostante il British Museum abbia continuamente ribadito la sua ufficiale proprietà dei marmi, nel 1998 tutti i sondaggi effettuati da agenzie e giornali hanno mostrato il favore dell'opinione pubblica alla restituzione dei marmi di Elgin alla Grecia.
Ipsos MORI ha effettuato un sondaggio con la domanda: "Se ci fosse un referendum sull'opportunità o meno che i marmi di Elgin siano restituiti alla Grecia, come voterebbe?". Le risposte, tra la popolazione inglese adulta, sono state:
- il 40% a favore della restituzione dei marmi in Grecia
- il 15% a favore del loro mantenimento al British Museum
- il 18% non avrebbe votato
- il 27% non sapeva

Un recente sondaggio del 2002 (ancora una volta di MORI) ha mostrato risultati simili, con il 40% della popolazione britannica a favore della restituzione dei marmi alla Grecia, il 16% a favore del loro mantenimento all'interno della Gran Bretagna e il resto che non sapeva o non avrebbe votato. Quando è stato chiesto il parere del pubblico con una serie di condizioni (tra cui l'eventualità di un prestito a lungo termine durante il quale gli inglesi avrebbero mantenuto la proprietà delle sculture e avrebbero contribuito alla loro manutenzione) il numero di favorevoli alla restituzione è salito al 56% e quello dei contrari è sceso al 7%.
Entrambi i risultati del sondaggio evidenziano quindi come la maggioranza della popolazione inglese sia favorevole al rientro dei marmi in Grecia, la quale supera di gran lunga la parte a favore della permanenza al British Museum.

## Altre decorazioni del Partenone delocalizzate
Le altre sculture ancora esistenti dell'Acropoli che non si trovano in loco sono collocati in vari musei di tutta Europa. Il British Museum possiede anche altri frammenti delle sculture del Partenone che non hanno collegamenti con lord Elgin.
Le sculture dell'Acropoli che si trovano nel British Museum sono:
- 75 metri (degli originali 160) del fregio del Partenone
- 15 delle 92 metope del Partenone
- 17 figure frontonali e vari elementi architettonici del Partenone
- una Cariatide, una colonna e altri elementi architettonici dell'Eretteo
- elementi architettonici dei Propilei
- quattro lastre del fregio ed elementi architettonici del tempio di Atena Nike

## Sviluppi della vicenda
La Grecia ha inserito la restituzione dei marmi del Partenone fra i suoi obiettivi nazionali. Nel giugno 2024 la responsabile anticontrabbando il ministero della cultura turco ha dichiarato che negli archivi nazionali non esiste alcuna prova di una acquisizione legale dei marmi del Partenone, argomento che era stato posto dal British Museum a fondamento della sua pretesa di conservare tali reperti a Londra.